# Юньєскі Кесада Перес
Юньєскі Кесада Перес (31 липня 1984, провінція Вілья-Клара) – кубинський шахіст, гросмейстер від 2005 року.

## Шахова кар'єра
У фіналах індивідуальних чемпіонатів Куби бере участь від 2002 року, найвищий успіх у тих розіграшах досягнув 2008 року в Санта-Кларі, де виборов золоту нагороду. У 2001 році поділив 1-ше місце (разом з Юрі Гонсалесом Відалем i Ольденом Ернандесом Карменатесом) у Гавані. 2003 року переміг на Меморіалі Карлоса Торре, що відбувся в Мериді і виконав там першу гросмейстерську норму. Ще дві норми виконав у Санта-Кларі (2004, меморіал Гільєрмо Гарсії Гонсалеса, посів 2-ге місце після Лазаро Брузона) а також у Гавані (2005, Меморіал Капабланки, турнір Premier, посів 1-ше місце). У 2006 році посів 2-ге місце (після Вадима Мілова) на меморіалі Карлоса Торре в Мериді, який проходив за швейцарською системою. Поділив 1-ше місце в Санта-Кларі (разом з в тому числі Чабою Хорватом, Вальтером Аренсібією i Неурісом Дельгадо Раміресом), крім того у 2008 році поділив 2-ге місце в Аґуаскальєнтесі (після Ніколи Міткова, разом з в тому числі Лазаро Брузоном, Франком де ла Пасом Пердомо i Алонсо Сапатою) а також посів 2-ге місце на Меморіалі Карлоса Торре в Мериді (у фіналі поступився Олександру Оніщуку). 2010 року переміг у Тарисі. У 2015 році поділив 1-ше місце (разом з Йоаном-Крістіаном Кіріле) у Філадельфії.
Неодноразово представляв Кубу на командних змаганнях, в тому числі:
- шість разів на шахових олімпіадах (2004, 2006, 2008, 2010, 2012, 2014)[2],
- на командному чемпіонаті світу (2005)[3],
- двічі на командних панамериканських чемпіонатах (2009, 2013); чотириразовий медаліст: разом з командою – двічі срібний (2009, 2013), а також в особистому заліку: золотий (2013) i срібний (2009)[4].

Найвищий рейтинг Ело дотепер мав станом на 1 вересня 2013 року, досягнувши 2655 пунктів посідав тоді 96-е місце в світовій класифікації ФІДЕ, разом з тим посідав 3-є місце (після Леньєра Домінгеса i Лазаро Брузона) серед кубинських шахістів.

## Зміни рейтингу
| На цьому місці має відображатися графік чи діаграма, однак з технічних причин його відображення наразі вимкнено. Будь ласка, не видаляйте код, який викликає це повідомлення. Розробники вже працюють для того, щоби відновити штатне функціонування цього графіка або діаграми. | |
| | На цьому місці має відображатися графік чи діаграма, однак з технічних причин його відображення наразі вимкнено. Будь ласка, не видаляйте код, який викликає це повідомлення. Розробники вже працюють для того, щоби відновити штатне функціонування цього графіка або діаграми. |